# های راک
های راک (به انگلیسی: High Rock) شهری در کشور باهاما است که جمعیت آن در سرشماری سال ۲۰۰۹ میلادی، ۳٬۸۲۷ نفر بوده‌است.